# Bræt
Et bræt (flertal brædder) er et fladt og tyndt stykke tømmer, frembragt ved savning, som også kaldes et bord eller en planke.
Et bræt kan være skåret på alle fire sider og benævnes da fuldkantet, eller kun på de to sider og altså have barken på de to smalle sider, i hvilket tilfælde det kaldes vankantet. Tykkelsen er under 5 cm, hyppigt ca. 4 cm (1½"), og af denne dimension er det almindeligt ved et snit gennem midten at fremstille de tynde "gennemskårne" brædder; bredden er gerne ca. 15–30 cm, længden 4–6 m. Normaldimensionen for et bræt kan siges i Danmark at være 1½"X6"X6 alen.
Foruden skårne brædder findes i handlen også høvlede og pløjede brædder, som den ene smalle side har en udskåret eller høvlet fordybning (not) og på den anden smalle side et langsgående fremspring (en fjer), således at to brædder kan stødes sammen, fjer mod not, hvorved de låses sammen, så man undgår konturspring på den væg eller det gulv, som brædder fx kan udgøre.
Brædder må, for de ikke ved deres udtørring skal ændre form, stables omhyggeligt. Tørringen foregår gerne i åben luft under halvtag, stablet således at luften frit kan passere gennem stablen eller stakken. Navnlig enderne må være understøttede. Til visse øjemed gennemtrænger man brædderne med varm damp, hvorefter det endnu varme bræt lettere lader sig bøje til fx bådebygning. Efter nedkøling og tørring vil træet helt eller delvist beholde sin nye form. Tynde brædder til cigarkasser og lignende fremstilles på en fra tændstikfabrikationen kendt måde, nemlig ved en spiralformet afdrejning eller afskrælning af en gennemdampet blok, på samme måde som krydsfiner.
Retsiden af et bræt er den side, der vender ind mod midten af træet, og den anden side, der vender udad mod barksiden, kaldes splintsiden. Kantsiden er den smalle side. Den fjerde side for enden er endetræ.